# Distrito de José Leonardo Ortiz
El distrito de José Leonardo Ortiz es uno de los veinte distritos que conforman la provincia de Chiclayo, ubicada en el departamento de Lambayeque, en el Norte de Perú.

## Historia
En la década de los 40, Chiclayo empezaba a experimentar el fenómeno de la concentración urbana. El Municipio de Chiclayo se vio en la necesidad de mejorar el sistema urbano y dotar de mejores condiciones de vida a los habitantes del "Barrio de las Latas", una barrera de casas rústicas con techos y puertas de lata situadas norte de la antigua calle "Miraloverde", actualmente avenida Pedro Ruiz Gallo. El 29 de octubre de 1943, por Resolución Suprema se expropia la "Quinta Barsallo" de una extensión superficial de 394 mil 866 mt2 desde la acequia Cois hacia el norte, donde se posesiona el primer núcleo de pobladores, integrado por despedidos de las haciendas azucareras, trabajadores de la Municipalidad de Chiclayo y vecinos de Las Latas. Nacía un nuevo centro urbano.
El alcalde de Chiclayo Rogelio Llanos Barturén inicia el proyecto de "Urbanización Municipal" que continuó e impulsa Carlos Castañeda Iparraguirre. Es así como se crea el "Barrio 27 de Octubre" en memoria del movimiento político encabezado por el general Manuel A. Odría. Cuando inició su primera gestión edilicia (1949-1952), Carlos Castañeda Iparraguirre, armado de tractores y policías municipales, borró del plano de la ciudad lo que era una afronta y un peligro. Desapareció el Barrio de las Latas con sus chozas y chicheríos. El hampa perdió su baluarte. De gran calidad humana, a Carlos Castañeda no le bastó con desaparecer el barrio de Las Latas sino que también se ocupó personalmente de reubicar a sus habitantes en el "Barrio 27 de Octubre" que posteriormente cambió de nombre. Se denomina "Barrio San Carlos" como gratitud a su impulsor y benefactor don Carlos Castañeda Iparraguirre (1902-1968).
Entre las familias fundadoras están los hermanos Garnique Bonilla, hermanos Martínez, Barturén Sánchez, Fernández Verona, Silvia Caylloma, Arenas Ramírez, Clovis Ayala, Deza Barrantes, Gastelo Mundaca, Anaya Romero, Camacho Cruzate, Burgos Vílchez Heredia, Supo Capuñay. También varios ciudadanos como Agustín Vallejos Zavala, Amalia Cabrejos, Jorge Vásquez, José del Carmen Niño Valiente. Amadeo Arana, entre otros. Ellos lucharon para sacar adelante a este pueblo pujante que nació como una alternativa a la necesidad de vivienda, sin servicios básicos como agua, desagüe y luz. Por ello se creó el "Comité de Progreso Local" que logró conquistar el terreno para el parque San Carlos, el mismo que fue cercado con palos de escoba por Don Agustín Vallejos Zavala, un político y luchador social que se convirtió en un cercano colaborador de Castañeda y juntos gestionaron importantes obras para el naciente distrito otra labor del Comité fue la designación del nombre de las calles que hasta hoy se mantienen: Incanato, Conquista, Coloniaje y República, Ayacucho, Junín, Huáscar y Atahualpa.
Fue creado en el segundo gobierno del Presidente Manuel Prado Ugarteche, por Ley 13734 del 28 de noviembre de 1961, con el nombre de San Carlos, el cual fue cambiado por el actual el 5 de febrero de 1966.

## Geografía
Está ubicado al norte de la ciudad de Chiclayo. Es llano, su área territorial es de 28,22 km². Clima cálido variable. Es uno de los distritos de suelo más llano. Su extensión es de 25,56 km² y su población alcanza a los 165 453 habitantes según el censo 2007, constituyéndose en el distrito de mayor densidad poblacional, pues ésta alcanza a 5.863 habitantes por km².
Además de sus urbanizaciones y pueblos jóvenes (ver su relación en el inciso sobre la capital departamental), J. L. Ortiz tiene como centros poblados rurales los caseríos de Culpón (370 hab.) y Chilape (104 hab.).

### Clima
Es cálido, templado, seco, de abundante sol la mayor parte del año, los vientos son moderados.  Las precipitaciones pluviales son escasas es decir el clima de José Leonardo Ortiz es normal ni tan frío ni tan caluroso, aunque últimamente está haciendo mucho frío y el aire es abundante

### Recursos naturales
Sus suelos son limosos y muy profundos, que disminuyen debido al desarrollo urbano. La flora natural es escasa, predominan algunas hierbas y matorrales que crecen mayormente en las orillas de las acequias.

## Actividades económicas
El comercio es una de las principales actividades, debido a la existencia del complejo comercial Moshoqueque, donde se comercializan productos agrícolas, ganaderos y otros de la región. En este distrito se ubica el Complejo Comercial de Moshoqueque, al que los mayoristas y productores agrícolas de la región llevan sus productos para su venta.
Asimismo, hay numerosos talleres de reparación de vehículos automotores y maquinarias, carpinterías de madera y metálicas, manufacturas de locetas, de hielo, de ladrillos y adobes, curtiembre y numerosas tiendas comerciales.

## Autoridades

### Municipales
- 2023 - 2026
  - Alcalde: Elber Requejo Sánchez, de Juntos por el Perú.
  - Regidores:

  1. Maco Gomez Jaime Antonino (Juntos por el Perú)
  2. Landacay Cortez Gianini Aly (Juntos por el Perú)
  3. Sánchez Fernández Luis Elias (Juntos por el Perú)
  4. Becerra Tenorio Lily (Juntos por el Perú)
  5. Rafael Altamirano Oscar Manuel (Juntos por el Perú)
  6. Rodas Malca Hilda (Juntos por el Perú)
  7. Alzamora Aguilar Helbert Dante (Juntos por el Perú)
  8. Sani Santa Cruz Milanca  (Movimiento Regional Construyendo)
  9. Mego Aurich Heli Martin (Movimiento Regional Construyendo)
  10. Estrella Benavides Jorge Luis (Partido Político Avanza País)
  11. Sánchez Acosta Anghela (Alianza para el Progreso)

Alcaldes anteriores
- 2019 - 2022:[2] Wilder Guevara Díaz de Podemos Perú (PP).
- 2015 - 2018:[3] Epifanio Cubas Coronado del Partido Solidaridad Nacional (SN).
- 2011 - 2014: Raúl Cieza Vásquez del Partido Humanista Peruano (PHP).
- 2007 - 2010: Javier Alejandro Castro Cruz de Todos por Lambayeque (TPL).

### Policiales
- Comisaría
  - Comisarioː Cdte PNP Donato Jesús Jaimes Vidal.[4]

## Festividades
- Santa Rosa de Lima
- Señor de los Milagros